# Elland Road
 (avril 2025).
Si vous disposez d'ouvrages ou d'articles de référence ou si vous connaissez des sites web de qualité traitant du thème abordé ici, merci de compléter l'article en donnant les références utiles à sa vérifiabilité et en les liant à la section « Notes et références ».
Elland Road est un stade de football situé dans le quartier de Beeston à Leeds, Yorkshire de l'Ouest, Angleterre. C'est l'enceinte du club de Leeds United Football Club depuis la fondation du club en 1919. Leeds City F.C. y évolua de 1904 à 1919.
Ce stade de 39 460 places fut inauguré en 1897 pour le rugby et le 23 avril 1898 pour le football par un match Hunslet-Harrogate, finale de la Coupe du West Yorkshire devant 3 400 spectateurs. Le record d'affluence est de 59 892 spectateurs le 15 mars 1967 pour un match de FA Challenge Cup Leeds United FC-Sunderland AFC. Le stade accueille également des évènements de rugby à XIII tels que des matches de l'équipe d'Angleterre, la coupe du monde des clubs (World club Challenge) et la finale du Four Nations 2009.
Le terrain fut équipé d'un système d'éclairage pour les matchs en nocturne en novembre 1953.

## Événements
- Demi-finales de la Coupe d'Angleterre de football (FA Cup), 26 mars 1910, 22 mars 1930, 14 mars 1931, 16 mars 1935, 29 mars 1947, 2 avril 1952, 18 mars 1961, 16 avril 1980 et 9 avril 1995
- Championnat d'Europe de football 1996
- Four Nations (rugby à XIII)
- World Club Challenge  2005 et 2008 à 2010 (rugby à XIII)
- Coupe du monde de rugby à XV 2015

## Galerie

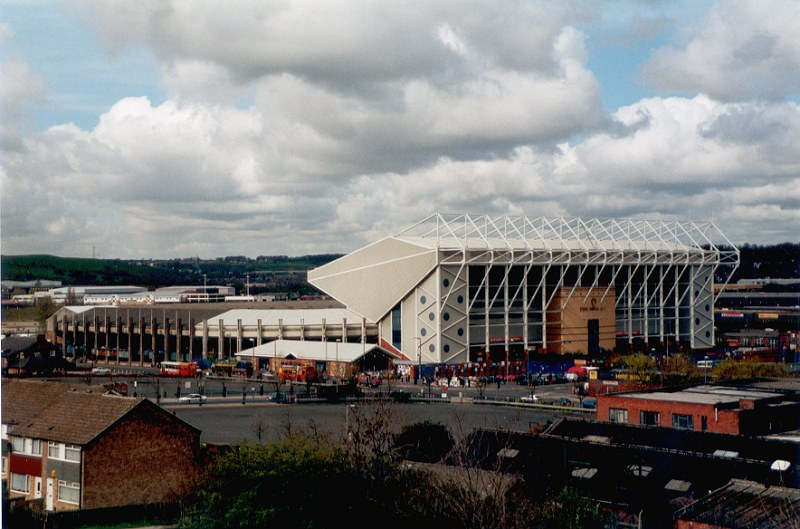
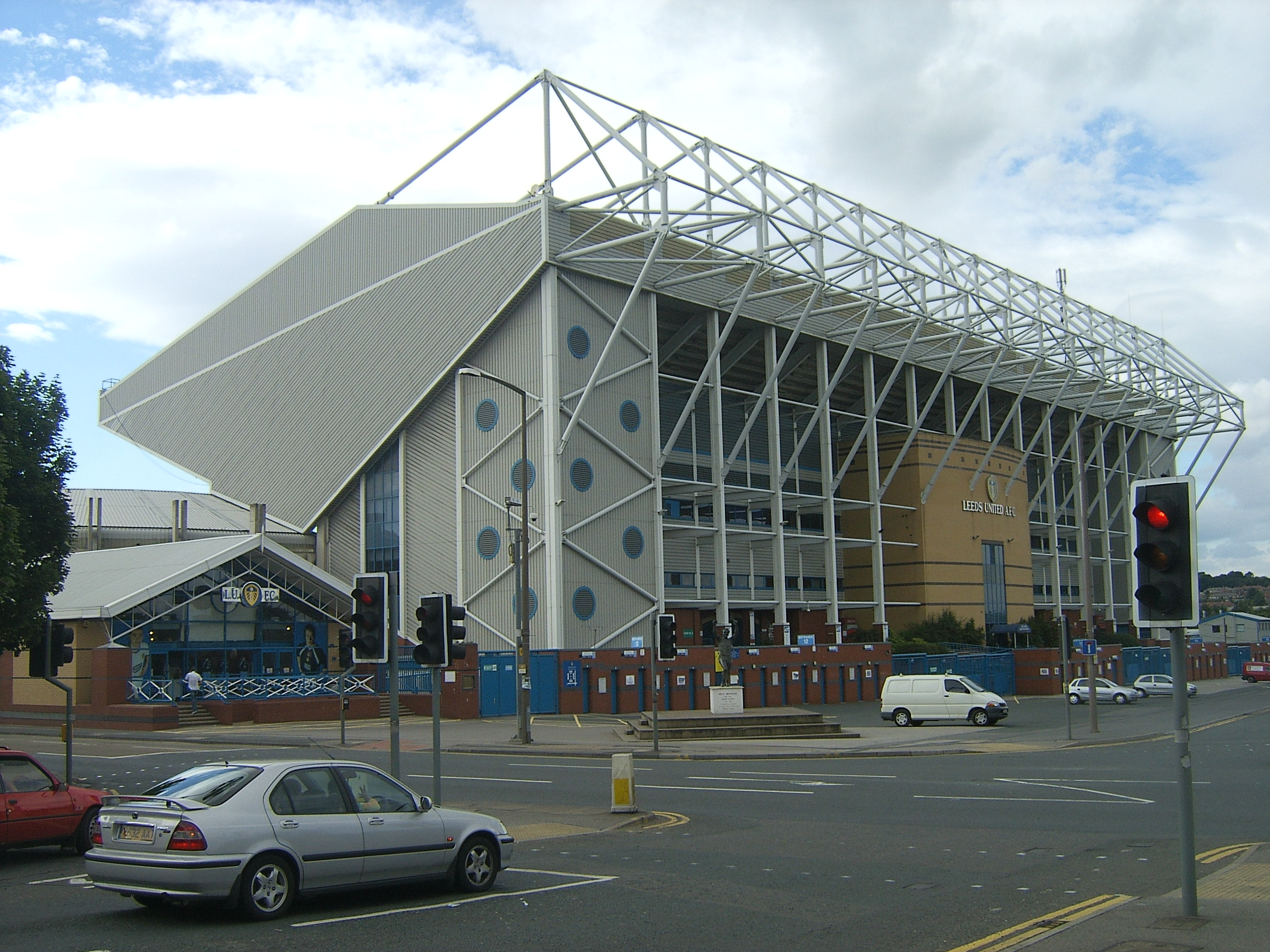
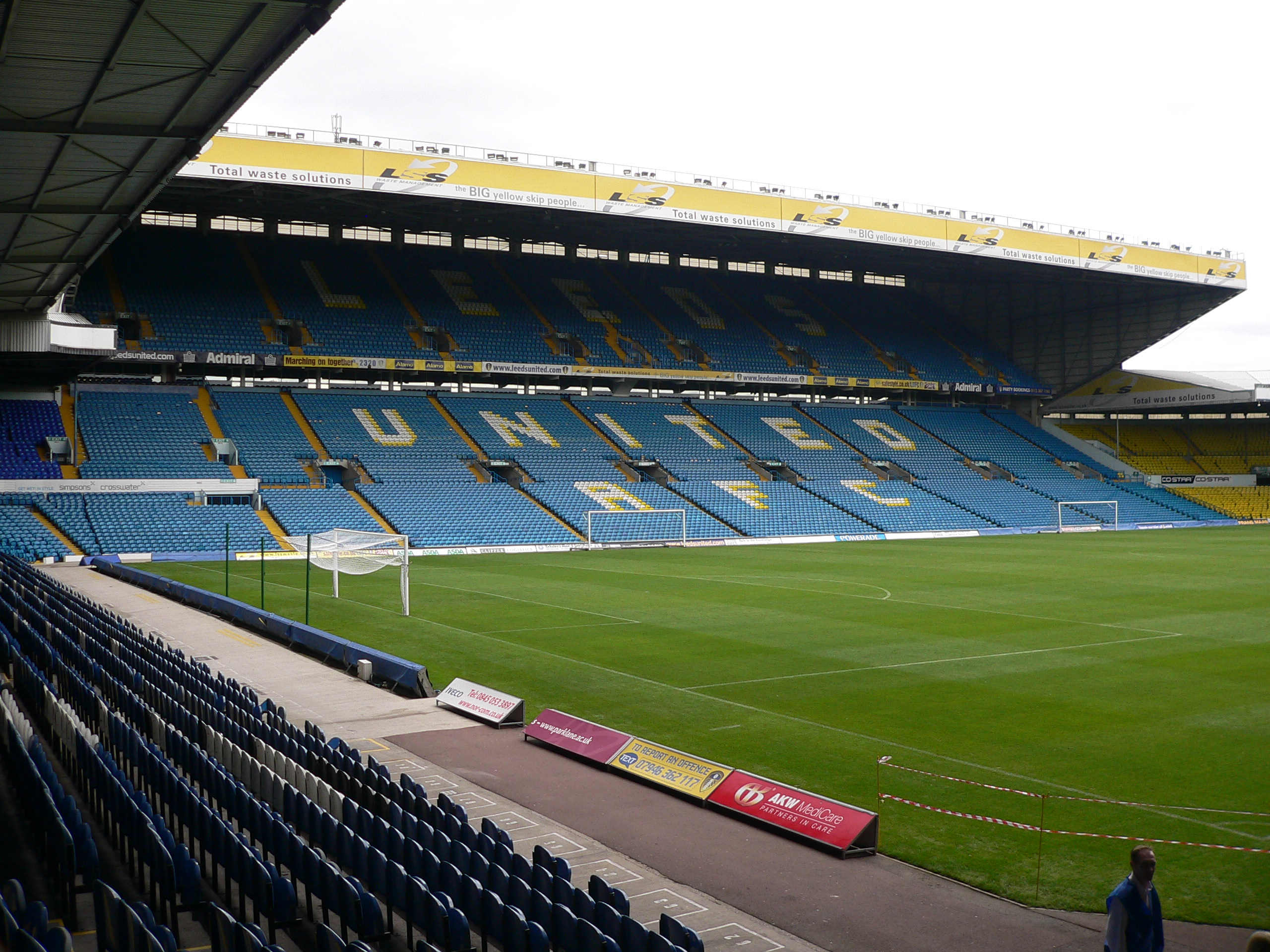
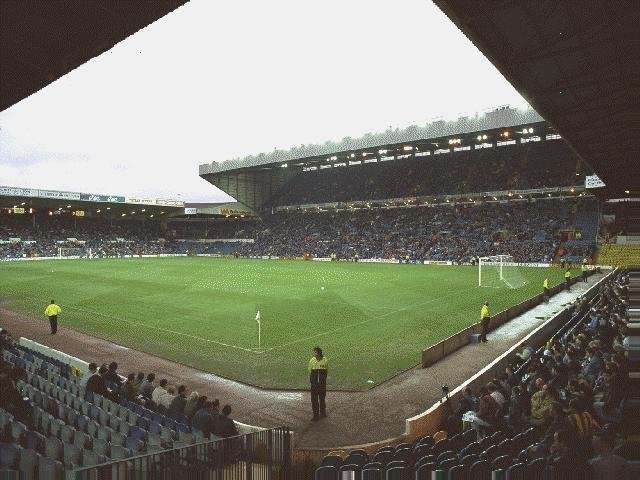
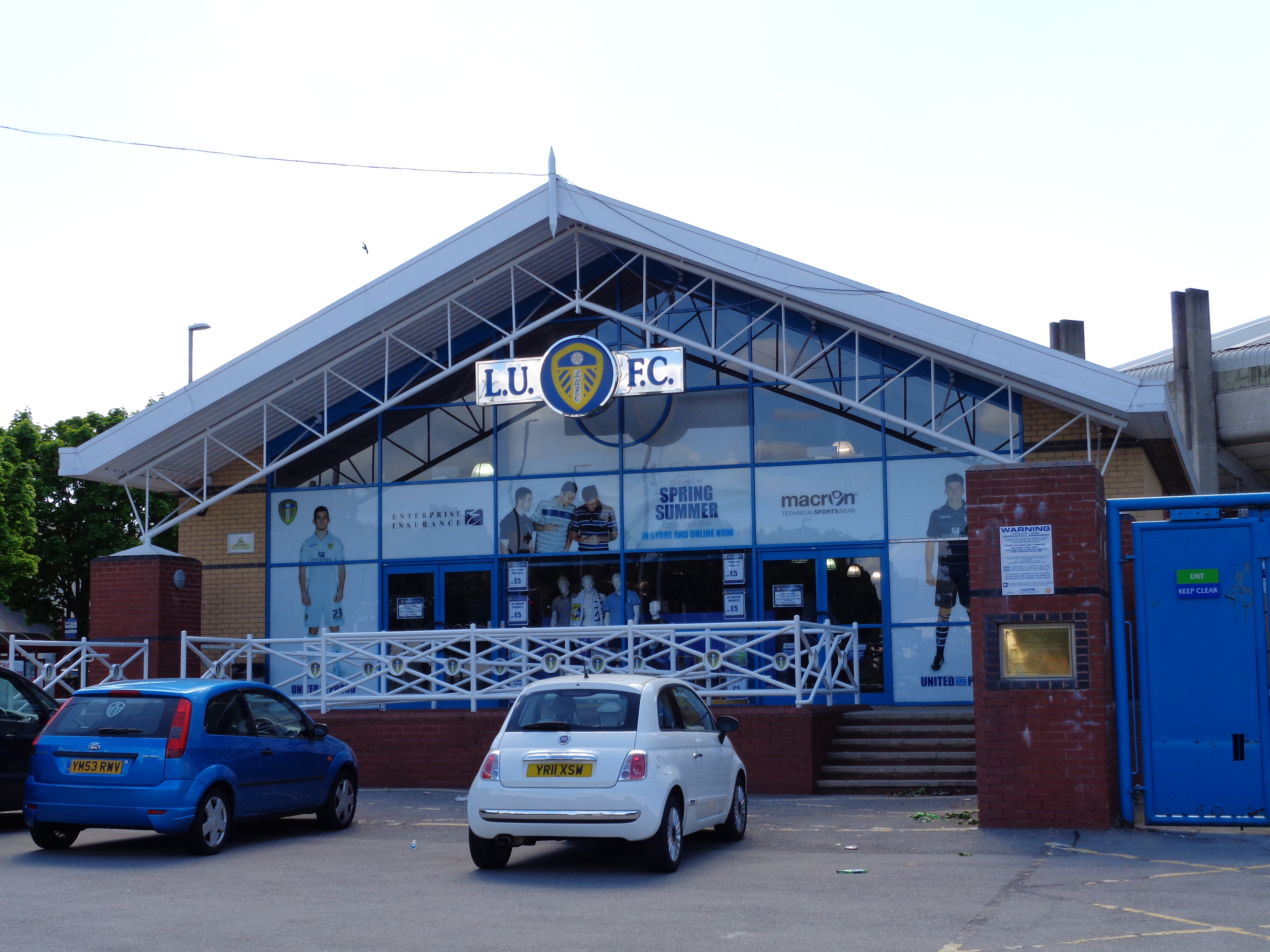

### Coupe du monde de rugby à XV 2015
| Poule D | Italie | 23 - 18 | Canada     |
| Poule B | Écosse | 39 - 16 | États-Unis |